# Bidonì
Bidonì ist eine italienische Gemeinde (comune) mit 122 Einwohnern (Stand 31. Dezember 2023) im Westen Sardiniens in der Provinz Oristano. Die Gemeinde liegt etwa 37 Kilometer nordöstlich von Oristano.

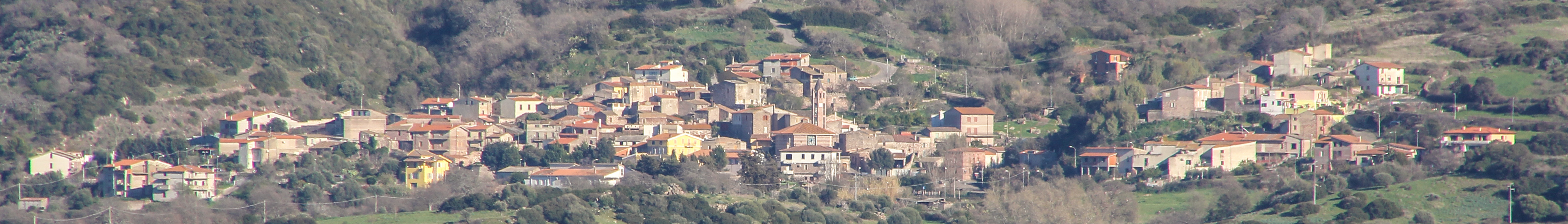
Bidonì